# بمب‌گذاری ۱۰ ثور ۱۳۹۷ کابل
انفجارهای آوریل ۲۰۱۸ کابل، در روز دوشنبه ۳۰ آوریل ساعت ۸ صبح به وقت محلی رخ داد. انفجار دو بمب در منطقه «شش درک» با فاصله زمانی نیم ساعت از هم باعث کشته شدن دست‌کم ۳۰ نفر و زخمی شدن ۴۹ نفر گشت.

## شرح واقعه
صبح روز دوشنبه ۳۰ آوریل ۲۰۱۸ ساعت ۸ صبح به وقت محلی بمبی توسط یک موتورسوار انتحاری سوار بر موتور در مقابل یک کلاس آموزشی زبان انگلیسی در کابل منفجر شد، در منطقه‌ای که دفتر ریاست امنیت ملی، مقر فرماندهی ناتو و سفارت آمریکا قرار دارند، به فاصله نیم ساعت پس از انفجار اول که خبرنگاران نیز در محل وقوع حادثه جمع شده بودند، انفجار دوم به وقوع پیوست.حشمت ستانکزی سخنگوی فرماندهی پلیس کابل گفت که حمله‌کننده انتحاری دوم، خود را خبرنگار معرفی نموده و دوربین ویدیویی هم با خود داشت. فرد انتحاری دوم خود را در میان کسانی‌که به زخمی‌ها کمک می‌کردند منفجر ساخت.

## تلفات
این دو انفجار دست‌کم ۳۰ نفر کشته و ۴۹ نفر زخمی برجا گذاشت.

### اهالی رسانه
۹ نفر از خبرنگاران و تصویربردار رسانه‌های مختلف همچون رادیو آزادی و طلوع نیوز در انفجار دوم، بعد از انفجار اول در همان محل در حالی که برای تهیه گزارش به محل حادثه آمده بودند کشته شدند.

#### کشته شدگان
- غازی رسولی: خبرنگار تلویزیون یک.
- عبادالله حنانزی: خبرنگار رادیو آزادی.
- سلیم تلاش: خبرنگار تلویزیون مشعل.
- شاه مری فیضی: عباس خبرگزاری فرانسه.
- یار محمد توخی: تصویربردار تلویزیون طلوع.
- علی سلیمی: تصویربردار تلویزیون مشعل.
- محرم درانی: گوینده رادیو سلام وطندار.
- نوروز علی خموش: تصویربردار تلویزیون یک.

#### زخمی‌ها
- عمر سبحان
- احمد شاه عظیمی
- عیار لمر
- داوود قیصانی
- سباوون کاکر
- ناصر هاشمی

## مظنونین
داعش مسئولیت این حمله را بعهده گرفته‌است.

## واکنش‌ها
اشرف غنی: رئیس‌جمهور افغانستان حمله بر افراد ملکی و خبرنگاران را جنایت نابخشودنی دانسته، باتوجه به اهمیت آزادی بیان و فعالیت آزاد رسانه‌ها، به کمیته مشترک رسانه‌ها دستور داد تا در زمینهٔ چگونگی حمایت و رسیدگی به خبرنگاران آسیب‌دیده اقدام صورت گیرد.

## پیشینه
روز یکشنبه ۲۲ آوریل ۲۰۱۸ در یک حمله انتحاری در یکی از مراکز توزیع تذکره در کابل ۷۰ نفر کشته و ۱۲۰ تن دیگر زخمی شدند.